# Lanosterolo sintasi
La lanosterolo sintasi è un enzima numero EC 5.4.99.7 appartenente alla classe delle isomerasi, che catalizza la seguente reazione di conversione del 2,3-ossidosqualene a lanosterolo.
La reazione avviene in due passaggi:
- Nel primo il 2,3-ossidosqualene è convertito in un carbocatione protosterolo

- Nel secondo il carbocatione protosterolo riarrangia a lanosterolo